# Zachary Brault-Guillard
Zachary Brault-Guillard (Delmas, 30 de diciembre de 1998) es un futbolista haitiano, nacionalizado canadiense, que juega en la demarcación de lateral derecho para el F. C. Lugano de la Superliga de Suiza.

## Selección nacional
Tras jugar con la selección de fútbol sub-20 de Canadá y la sub-23, finalmente el 16 de octubre de 2018 debutó con la selección absoluta en un encuentro de clasificación para la Liga de Naciones Concacaf 2019-20 contra Dominica que finalizó con un resultado de 5-0 a favor del combinado canadiense tras los goles de Jonathan David, Lucas Cavallini, Junior Hoilett, Cyle Larin y un autogol de Malcolm Joseph.

### Goles internacionales
| # | Fecha              | Estadio                                | Oponente | Gol | Resultado | Competición                                |
| - | ------------------ | -------------------------------------- | -------- | --- | --------- | ------------------------------------------ |
| 1 | 5 de junio de 2021 | IMG Academy, Bradenton, Estados Unidos | Aruba    | 0-4 | 0-7       | Clasificación para la Copa Mundial de 2022 |

## Clubes
| Club                  | País    | Año       | Partidos | Goles |
| --------------------- | ------- | --------- | -------- | ----- |
| Olympique Lyonnais II | Francia | 2016-2019 | 33       | 1     |
| CF Montréal           | Canadá  | 2019-2023 | 130      | 8     |
| F. C. Lugano          | Suiza   | 2024-     | 27       | 0     |